# Liste bekannter Persönlichkeiten der Ludwig-Maximilians-Universität München
Dies ist eine Liste von Personen, die mit der Ludwig-Maximilians-Universität München (LMU) verbunden sind. Viele bedeutende Politiker haben in München studiert, so sind vier Bundespräsidenten (Heuss, Heinemann, Carstens, Herzog), zwei Bundeskanzler (Adenauer, Erhard) und weitere Politiker (Strauß, Wörner, H. J. Vogel…) mit der LMU verbunden. Des Weiteren wurden 30 ehemalige Studenten oder Professoren mit einem Nobelpreis ausgezeichnet (Heisenberg, Planck, Röntgen u. a.).
| Name                                                     | Tätigkeit | Verbindung zur LMU |
| A                                                        | A | A |
| -------------------------------------------------------- | --- | --- |
| Michael Achmeteli (1895–1963)                            | Ostforschung, Direktor des Wannsee-Instituts Berlin (1937–1940) | Professor an der LMU |
| Andreas Ackermann (1946–2024)                            | SPD-Politiker, Mitglied der Hamburger Bürgerschaft (1982–1986) | Student der Rechtswissenschaft |
| Valdas Adamkus (* 1926)                                  | Staatspräsident von Litauen (1998–2003, 2004–2009) | Student der Naturwissenschaften |
| Konrad Adenauer (1876–1967)                              | Bundeskanzler (1949–1963) | Student der Rechtswissenschaft und Volkswirtschaft |
| Helmut Altner (* 1934)                                   | Biologe, Wissenschaftsmanager, Hochschulrektor in Regensburg, Präsident der Studienstiftung (1993–2003) | Student der Biologie, Chemie und Geografie |
| Oskar Anderson (1887–1960)                               | Statistiker und Ökonom | Professor (1947–1956) |
| B                                                        | | |
| Isaak Bacharach (1854–1942)                              | Mathematiker | Student |
| Rudolf Baehr (1922–2010)                                 | Romanist, Rektor der Paris Lodron-Universität Salzburg | Student, Doktorand, Habilitand |
| Adolf von Baeyer (1835–1917)                             | Chemiker, Nobelpreis für Chemie 1905 | Professor (1875–1915) |
| Siegfried Balke (1902–1984)                              | Bundesminister (1953–1962) | Honorarprofessor (1956) |
| Martin Bangemann (1934–2022)                             | Bundeswirtschaftsminister (1984–1988), EU-Kommissar (1989–1999) | Student der Rechtswissenschaft |
| Bartholomäus I. (* 1940)                                 | Patriarch von Konstantinopel | Student der orthodoxen Theologie |
| Ralf Baumeister (* 1961)                                 | Bioinformatiker und Molekulargenetiker | Professor für Stoffwechselbiochemie (2000–2003) |
| Alois Baumgartner (* 1941)                               | Theologe | Professor für Christliche Sozialethik (1994–2006) |
| Hans-Peter Bayerdörfer (* 1938)                          | Theaterwissenschaftler | Professor (1986–2004) |
| Ulrich Beck (1944–2015)                                  | Soziologe | Student der Soziologie, Philosophie, Psychologie und Politikwissenschaft; Professor (1992–2009) |
| Hans-Joachim Becker (* 1925)                             | Biologe | Ordinarius für Zoologie und Genetik (1966–1978) |
| Liesel Beckmann (1914–1965)                              | Betriebswirtin | Professorin; erste Inhaberin eines Lehrstuhls für Betriebswirtschaftslehre in Deutschland |
| Günther Beckstein (* 1943)                               | Bayerischer Ministerpräsident (2007–2008) | Student der Rechtswissenschaft |
| Verena Bentele (* 1982)                                  | Biathletin, Paralympics-Siegerin | Studentin der Neueren deutschen Literaturwissenschaft |
| Hans Walter Berg (1916–2003)                             | Journalist, Pionier der TV-Asienberichterstattung | Student der Geschichte, Kunstgeschichte und Literaturgeschichte |
| Werner Bergengruen (1892–1964)                           | Schriftsteller | Student der Germanistik und Kunstgeschichte |
| Roland Berger (* 1937)                                   | Unternehmensberater, Gründer von Roland Berger Strategy Consultants | Student der Betriebswirtschaft |
| Rupprecht Bernbeck (1916–2003)                           | Orthopäde | Student der Medizin und Philosophie |
| Hans Bethe (1906–2005)                                   | Physiker, Nobelpreis für Physik 1967 | Student der Physik; Privatdozent (1930–1932) |
| Kurt Biedenkopf (1930–2021)                              | Ministerpräsident von Sachsen (1990–2002) | Student der Rechtswissenschaft und Volkswirtschaft |
| Stefanie Bielmeier (* 1954)                              | Kunsthistorikerin und Schriftstellerin | Studentin der Kunstgeschichte, Germanistik und Italianistik |
| Gerd Binnig (* 1947)                                     | Physiker, Nobelpreis für Physik 1986 | Honorarprofessor (1987) |
| Alfred Biolek (1934–2021)                                | Fernsehmoderator | Student der Rechtswissenschaft |
| Wolfgang Bittner (* 1941)                                | Jurist und Schriftsteller | Student der Rechtswissenschaft und Philosophie |
| Günter Blobel (1936–2018)                                | Biochemiker, Nobelpreis für Physiologie oder Medizin 1999 | Student der Medizin |
| Ernst Bloch (1885–1977)                                  | Philosoph | Student der Philosophie, Physik und Musik |
| Konrad Emil Bloch (1912–2000)                            | Biochemiker, Nobelpreis für Physiologie oder Medizin 1964 | Student der Chemie |
| Helmut Bloid (* 1929)                                    | Schriftsteller, Autor, Naturfotograf und Lehrer | Student der Chemie, Biologie und Geographie |
| Irmgard Bock (* 1937)                                    | Erziehungswissenschaftlerin | Studentin der Philosophie und Pädagogik, Professorin für Pädagogik (1978–2002) |
| Friedrich Böhm (1885–1965)                               | Mathematiker | Professor für Versicherungsmathematik |
| Nikolaus von Bomhard (* 1956)                            | Vorstandsvorsitzender der Münchener Rück (2004–2017) | Student der Rechtswissenschaft; Mitglied des Hochschulrates |
| Gerhard Braune (1930–2014)                               | Wirtschaftswissenschaftler, Hochschullehrer und Fachbuchautor | Student der Betriebswirtschaftslehre |
| Bertolt Brecht (1898–1956)                               | Schriftsteller | Student der Medizin |
| Bertram Brenig (* 1959)                                  | Veterinärmediziner, Molekulargenetiker und Biotechnologe, Freundschaftspreis der Volksrepublik China 2012, Ehrenprofessur der Jiangxi Agricultural University (Nanchang, China) 2016, Ehrenprofessur der Moskauer Staatlichen Akademie für Veterinärmedizin und Biotechnologie (Russland) 2018 | Student der Veterinärmedizin, Habilitation 1993 |
| Lujo Brentano (1844–1931)                                | Wirtschaftswissenschaftler | Student der Rechtswissenschaft und Volkswirtschaft; Professor (1891–1914) |
| Bernhard Breslau (1829–1866)                             | Gynäkologe | Student, promovierte und habilitierte an der Universität, Privatdozent (1856–1858) |
| Heinrich von Breslau (1784–1851)                         | Pharmakologe, Leibarzt des Königs von Bayern | ordentlicher Professor der Arzneimittelkunde |
| Hans-Bernd Brosius (* 1957)                              | Kommunikationswissenschaftler | Professor |
| Heinrich Brüning (1885–1970)                             | Reichskanzler (1930–1932) | Student der Rechtswissenschaft |
| Eduard Brücklmeier (1903–1944)                           | Jurist, Diplomat, Widerstandskämpfer | Student der Rechtswissenschaft |
| Eduard Buchner (1860–1917)                               | Chemiker, Nobelpreis für Chemie 1907 | Student der Chemie |
| Johann Nepomuk Buchinger (1781–1870)                     | Jurist, Reichsarchivrat | Honorarprofessor der Rechte |
| Hubert Burda (* 1940)                                    | Kunsthistoriker und Verleger | Student der Kunstgeschichte, Archäologie und Soziologie |
| Adolf Butenandt (1903–1995)                              | Biochemiker, Nobelpreis für Chemie 1939 | Professor |
| C                                                        | | |
| Martin Camaj (1925–1992)                                 | Schriftsteller und Albanologe | Professor für Albanologie |
| Petrus Canisius (1521–1597)                              | Heiliggesprochener Theologe, Kirchenlehrer und Schriftsteller | Professor für Theologie; Rektor der Universität (1550) |
| Constantin Carathéodory (1873–1950)                      | Mathematiker | Professor für Mathematik, ab 1924 als Nachfolger von Ferdinand Lindemann |
| Karl Carstens (1914–1992)                                | Bundespräsident (1979–1984) | Student der Rechtswissenschaft und Politikwissenschaft |
| Ernst Cassirer (1874–1945)                               | Philosoph | Student der Philosophie |
| Alexander Isaak Cemach (1882–1958)                       | Mediziner | Student der Medizin, Doktorand |
| Hartwig Cleve (* 1928)                                   | Mediziner | Ordinarius für Anthropologie und Humangenetik |
| D                                                        | | |
| Ruediger Dahlke (* 1951)                                 | Arzt und Psychotherapeut | Student der Humanmedizin |
| Viktor Josef Dammertz (1929–2020)                        | Abtprimas des Benediktinerordens (1977–1992), Bischof von Augsburg (1993–2004) | Student des Kanonischen Rechts |
| Peter Debye (1884–1966)                                  | Physiker und Chemiker, Nobelpreis für Chemie 1936 | Student der Theoretischen Physik |
| Thomas Dehler (1897–1967)                                | Bundesjustizminister (1949–1953) | Student der Rechtswissenschaft und Staatswissenschaft |
| Konstantinos Demertzis (1876–1936)                       | Ministerpräsident von Griechenland (1935–1936) | Student der Rechtswissenschaft und Staatswissenschaft |
| Wolfgang Deml (* 1945)                                   | Manager | Student des Wirtschaftsingenieurwesens |
| Ernst Deuerlein (1918–1971)                              | Historiker, Redenschreiber für Ministerpräsident Hans Ehard | Professor für Neuere und Neueste Geschichte (1970–1971) |
| Dieter Deventer (* 1953)                                 | Kameramann und Fotograf | Student der Betriebswirtschaftslehre |
| Udo Di Fabio (* 1954)                                    | Richter des Bundesverfassungsgerichts (1999–2011) | Professor (1997–2003) |
| Hans-Jürgen Diller (* 1934)                              | Ordinarius für Anglistik in Bochum, Sohn von Hans Diller | Student der Anglistik |
| Burcu Dogramaci (* 1971)                                 | Kunsthistorikerin | Professorin (seit 2009) |
| Günter Dollhopf (1937–2018)                              | Maler, Grafiker und Hochschullehrer | Student der Philosophie (1957–1958) |
| Ignaz von Döllinger (1799–1890)                          | Katholischer Theologe, Hauptgegner des Ersten Vatikanums | Professor (1827–1847, 1849–1873) |
| Bruno Donath (1870–1929)                                 | Experimentalphysiker | Student der Physik |
| Franz Drexl (1885–1951)                                  | Byzantinist, Gymnasiallehrer | Student; 1923 bis 1933 Lehrauftrag für griechische Stilübungen |
| Erich von Drygalski (1865–1949)                          | Geograph, Geophysiker und Polarforscher | Professur für Erdkunde und Geophysik |
| E                                                        | | |
| Gerhard Eberstadt (* 1934)                               | Mitglied des Vorstands der Dresdner Bank AG i. R. (1988–1999) | Student der Volkswirtschaft |
| Walter Eder (1941–2009)                                  | Althistoriker | Student der Alten Geschichte |
| Bodo-Eckehard Strauer (* 1943)                           | Kardiologe | Student der Humanmedizin; 1980–1987 Professor |
| Dietz-Otto Edzard (1930–2004)                            | Altorientalist | Professor für Assyriologie |
| Hans Ehard (1887–1980)                                   | Bayerischer Ministerpräsident (1946–1954, 1960–1962) | Student der Rechtswissenschaft |
| Monika Ehling-Schulz (* 1968)                            | Professorin, Mikrobiologin, Biotechnologin, Agrar- und Gartenbauwissenschaftlerin, Philosophin | Studentin der Chemie (1987–1988); Wissenschaftliche Mitarbeiterin am Institut Technik-Theologie-Naturwissenschaften (2001–200?)                                                                                          |
| Wolfgang Eisenmenger (* 1944)                            | Mediziner | Professor für Rechtsmedizin |
| Otmar Emminger (1911–1986)                               | Präsident der Deutschen Bundesbank (1977–1979) | Student der Rechtswissenschaft und Volkswirtschaft |
| Hans A. Engelhard (1934–2008)                            | Bundesjustizminister (1982–1991) | Student der Rechtswissenschaft |
| Andreas Erhard (1791–1846)                               | Philosoph und Schriftsteller | Professor der theoretischen und praktischen Philosophie |
| Ludwig Erhard (1897–1977)                                | Bundeswirtschaftsminister (1949–1963), Bundeskanzler (1963–1966) | Lehrbeauftragter und Honorarprofessor |
| Gerhard Ertl (* 1936)                                    | Physikochemiker, Nobelpreis für Chemie 2007 | Student der Physik; Professor für Physikalische Chemie |
| Karl Escherich (1871–1951)                               | Forstwissenschaftler und Entomologe | Student der Medizin; Professor für angewandte Zoologie; Rektor der Universität (1933–1936) |
| Theodor Escherich (1857–1911)                            | Kinderarzt, Bakteriologe, Entdecker des E.-coli-Bakteriums | Professor für Kinderheilkunde |
| Karsten Ewert (* 1937)                                   | Generalarzt a. D. | Student der Medizin |
| Franz Exner (1881–1947)                                  | Deutsch-österreichischer Kriminologe und Strafrechtler | Professor für Strafrecht, Strafprozessrecht und Kriminologie |
| F                                                        | | |
| Andreas Fahr (* 1966)                                    | Kommunikationswissenschaftler | Promotion 2001, Habilitation 2010, Vertretungsprofessor 2011 |
| Jakob Philipp Fallmerayer (1790–1861)                    | Orientalist und Publizist | Professor für Philologie und Universalhistorie (1826–1848) |
| Kurt Faltlhauser (* 1940)                                | Bayerischer Finanzminister (1998–2007) | Student der Volkswirtschaft und Politikwissenschaft |
| Franz Ferschl (1929–2006)                                | Statistiker | Professor für Statistik (1975–1997) |
| Lion Feuchtwanger (1884–1958)                            | Schriftsteller | Student der Philologie und Philosophie |
| Hans Filbinger (1913–2007)                               | Ministerpräsident von Baden-Württemberg (1966–1978) | Student der Rechtswissenschaft und Volkswirtschaft |
| Ernst Otto Fischer (1918–2007)                           | Chemiker, Nobelpreis für Chemie 1973 | Student der Chemie; Professor (1957–1964) |
| Hans Fischer (1881–1945)                                 | Chemiker, Nobelpreis für Chemie 1930 | Student der Chemie und Medizin; Professor (1915–1916) |
| Emil Fischer (1852–1919)                                 | Chemiker, Begründer der modernen Biochemie, Nobelpreis für Chemie 1902 | Student der Chemie; Professor für Analytische Chemie (1879) |
| Ottfried Fischer (* 1953)                                | Schauspieler | Student der Rechtswissenschaft |
| Ian Fleming (1908–1964)                                  | Schriftsteller (Spionageromane um James Bond) | Student der Sprachen |
| Anneliese Fleyenschmidt (1919–2007)                      | Fernsehmoderatorin | Studentin der Zeitungswissenschaft, Literatur- und Theatergeschichte |
| Otto Forster (* 1937)                                    | Mathematiker | Professor für Komplexe Analysis und Algorithmische Zahlentheorie |
| Othmar Frank (1770–1840)                                 | Indiologe und Hochschullehrer | Professor des Sanskrit |
| Peter Fratzl (* 1958)                                    | Physiker | Gastprofessor für Physik (1997) |
| Ernst von Freyberg (* 1958)                              | Manager, Präsident und Generaldirektor des Istituto per le Opere di Religione (IOR) | Student der Rechtswissenschaft |
| Joseph Frings (1887–1978)                                | Theologe, Erzbischof von Köln (1942–1969) | Student der katholischen Theologie |
| Karl von Frisch (1886–1982)                              | Zoologe, Nobelpreis für Physiologie oder Medizin 1973 | Professor (1925–1946, 1950–1958) |
| Gerhard Fuchs (* 1947)                                   | Fernsehmoderator, Journalist, Präsident der Hochschule für Fernsehen und Film München | Student der Volkswirtschaftslehre und Publizistik |
| Saskia Funck (* 1968)                                    | Brandenburgische CDU-Politikerin | Studentin der Betriebswirtschaft |
| Franz von Bayern (* 1933)                                | Oberhaupt des Hauses Wittelsbach, der früheren Herrscherfamilie des Königreichs Bayern | Student der Betriebswirtschaft |
| G                                                        | | |
| Josef M. Gaßner (* 1966)                                 | Astrophysiker und Sachbuchautor | Promoviert zum Dr. rer. nat. in theoretischer Astrophysik |
| Günter Gaus (1929–2004)                                  | Journalist, Publizist, Diplomat und Politiker | Student der Geschichte und Germanistik |
| Peter Gauweiler (* 1949)                                 | CSU-Politiker | Student der Rechtswissenschaft |
| Karl Gayer (1822–1907)                                   | Forstwissenschaftler | Professor für forstliche Produktionslehre (1878–1892) |
| Heiner Geißler (1930–2017)                               | CDU-Generalsekretär (1977–1989), Bundesgesundheitsminister (1982–1985) | Student der Rechtswissenschaft und Philosophie |
| Walther Gerlach (1889–1979)                              | Physiker | Professor für Experimentalphysik (1930–1957), Rektor (1948–1951) |
| Helmut Gernsheim (1913–1995)                             | Fotograf, Fotografiehistoriker und Sammler | Student der Geschichte |
| Gerd Gigerenzer (* 1947)                                 | Psychologe | Promotion und Habilitation in Psychologie |
| Peter Glotz (1939–2005)                                  | SPD-Politiker und Publizist | Student der Journalistik, Philosophie, Germanistik und Soziologie; Konrektor (1969–1970) |
| Helmut Gollwitzer (1908–1993)                            | Theologe und Schriftsteller | Student der evangelischen Theologie und Philosophie |
| Alfons Goppel (1905–1991)                                | Bayerischer Ministerpräsident (1962–1978) | Student der Rechtswissenschaft |
| Joseph Görres (1776–1848)                                | Katholischer Publizist (Rheinischer Merkur) | Professor (1827–1848) |
| Regina Gottschalk (* 1940)                               | deutsche Germanistin und Historikerin | Studentin der Germanistik, Geschichte und Politikwissenschaft |
| Thomas Gottschalk (* 1950)                               | Fernsehmoderator | Student der Germanistik und Geschichte |
| Romano Guardini (1885–1968)                              | Katholischer Religionsphilosoph und Theologe | Professor für Christliche Weltanschauung und Religionsphilosophie (1948–1962) |
| Willi Graf (1918–1943)                                   | Mitglied der Weißen Rose | Student der Medizin |
| Martin Grassl (* 1958)                                   | Filmkomponist und Arrangeur | Student der Musik |
| Günter Freiherr von Gravenreuth (1948–2010)              | Rechtsanwalt und Verleger | Student der Rechtswissenschaften |
| Luís Greco (* 1978)                                      | Rechtswissenschaftler | Stud, Prom, Habil, akad. Rat a. Z. |
| Ursula Gresser (* 1957)                                  | Internistin und Rheumatologin | Studentin der Humanmedizin; außerplanmäßige Professorin für Innere Medizin |
| Johannes Gründel (1929–2015)                             | Moraltheologe | Student der katholischen Theologie; Professor (1968–1997) |
| Erwin Grueber (1846–1933)                                | Rechtswissenschaftler | Professor |
| Otto Gründler (1894–1961)                                | Journalist, Publizist und Schriftsteller | Student |
| Philipp Viktor Gumposch (1817–1853)                      | Literaturhistoriker | Student, Promotion |
| H                                                        | | |
| Sebastian Haag (1978–2014)                               | Extremsportler | Student der Veterinärmedizin |
| Peter Hacks (1928–2003)                                  | Schriftsteller | Student der Neuen Deutschen Literatur, Theaterwissenschaft, Philosophie und Soziologie |
| Otto Hahn (1879–1968)                                    | Chemiker, Nobelpreis für Chemie 1944 | Student der Chemie |
| Ernst-Wilhelm Händler (* 1953)                           | Schriftsteller | Student der Betriebswirtschaft und Philosophie |
| Theodor W. Hänsch (* 1941)                               | Physiker, Nobelpreis für Physik 2005 | Professor |
| Walter Hallstein (1901–1982)                             | EWG-Kommissionspräsident (1958–1967) | Student der Rechtswissenschaft |
| Andreas Hammer (* 1973)                                  | germanistischer Mediävist | Studium und Promotion |
| Hildegard Hamm-Brücher (1921–2016)                       | Liberale Politikerin | Studentin der Chemie |
| Tita von Hardenberg (* 1968)                             | Fernsehmoderatorin | Studentin der Geschichte und Politikwissenschaft |
| Maurus Aloys Harter (1777–1852)                          | Bibliothekar und Benediktiner | Universitätsbibliothekar |
| Robert Hartig (1839–1901)                                | Forstwissenschaftler und Mykologe | Professor für Forstbotanik (1878–1901) |
| Michael Hassemer (* 1966)                                | Rechtswissenschaftler, Hochschullehrer und Richter | Studium, Promotion und Habilitation |
| Wolf-Dieter Hauschild (1941–2010)                        | Evangelischer Theologe | Professor (1977–1982) |
| Johannes Heckel (1889–1963)                              | Evangelischer Staats- und Kirchenrechtler. | Student der Rechtswissenschaft |
| Gustav Heinemann (1899–1976)                             | Bundespräsident (1969–1974) | Student der Rechtswissenschaft, Volkswirtschaft und Geschichte |
| Werner Heisenberg (1901–1976)                            | Physiker, Nobelpreis für Physik 1932 | Student der mathematischen Physik, Mathematik und Astronomie |
| Carolin Henseler (* 1987)                                | Fernsehmoderatorin | Studentin der Kommunikationswissenschaft mit Nebenfach Rechtswissenschaft |
| Theodor Herberger (1811–1870)                            | Archivar und Schriftsteller | Student der Philosophie und Geschichte |
| Alexander Herrmann (1900–1981)                           | HNO-Arzt | Professor für HNO-Heilkunde 1952–1969 |
| Florian Herrmann (* 1971)                                | Rechtsanwalt, Mitglied des Bayerischen Landtags | Student der Rechtswissenschaften |
| Gustav Hertz (1887–1975)                                 | Physiker, Nobelpreis für Physik 1925 | Student der Physik |
| Roman Herzog (1934–2017)                                 | Bundespräsident (1994–1999) | Student der Rechtswissenschaft; Privatdozent (1964–1965) |
| Rudolf Heß (1894–1987)                                   | ab 1933 Reichsminister ohne Geschäftsbereich und Stellvertreter Adolf Hitlers in der NSDAP-Parteileitung. | Student der Rechtswissenschaft; Student der Volkswirtschaft, Geschichte und Rechtswissenschaft. |
| Theodor Heuss (1884–1963)                                | Bundespräsident (1949–1959) | Student der Staatswissenschaft und Kunstgeschichte |
| Henry Heinemann (1883–1958)                              | Tropenmediziner | Student der Medizin |
| Paul Heyse (1830–1914)                                   | Schriftsteller, Nobelpreis für Literatur 1910 | Professor für Romanische Philologie (liest jedoch niemals) |
| Andreas Hieke (* 1966)                                   | Fernsehjournalist | Student der Kommunikationswissenschaft, Theaterwissenschaft und Volkswirtschaft |
| Dieter Hildebrandt (1927–2013)                           | Kabarettist | Student der Literaturwissenschaft, Theaterwissenschaft und Kunstgeschichte |
| Hermann Höcherl (1912–1989)                              | Bundesinnenminister (1961–1965) | Student der Rechtswissenschaft und Staatswissenschaft |
| Lars Uwe Höltich (* 1968)                                | Redakteur, Programmchef, TV-Producer | Student der Kommunikationswissenschaft und Amerikanischen Kulturgeschichte |
| Hasso Hofmann (1934–2021)                                | Rechtsphilosoph, Verfassungsjurist und Professor | Student der Rechtswissenschaft und der Philosophie |
| Horst Holzer (1935–2000)                                 | Soziologe und wegen DKP-Mitgliedschaft bekanntes Opfer der Berufsverbote (Radikalenerlass) | Professor, später nur noch Privatdozent am Institut für Soziologie |
| Ödön von Horváth (1901–1938)                             | Schriftsteller | Student der Germanistik und Philosophie (1919–1922) |
| Erwin Huber (* 1946)                                     | Bayerischer Staatsminister in verschiedenen Funktionen (1994–2008) | Student der Volkswirtschaft |
| Kurt Huber (1893–1943)                                   | Mitglied der Weißen Rose | Student der Musikwissenschaft, Philosophie und Psychologie; Professor |
| Walter von Hueck (* 1931)                                | Genealoge, Direktor des Deutschen Adelsarchivs | Student der Philosophie |
| Alois Hundhammer (1900–1974)                             | Politiker | Student der Philosophie, Geschichte, Staatswissenschaft und Volkswirtschaft |
| I                                                        | | |
| J                                                        | | |
| Richard Jaeger (1913–1998)                               | Bundesjustizminister (1965–1966) | Student der Rechts- und Staatswissenschaften |
| Karl Jaspers (1883–1969)                                 | Philosoph, Vertreter der Existenzphilosophie | Student der Rechtswissenschaft |
| Günther Jauch (* 1956)                                   | Fernsehmoderator | Student der Politikwissenschaft und Neueren Geschichte |
| Bruno Jonas (* 1952)                                     | Kabarettist | Student der Germanistik, Politikwissenschaft und Philosophie, später Theaterwissenschaft |
| K                                                        | | |
| Henning Kagermann (* 1947)                               | Vorstandsvorsitzender der SAP AG (2003–2009) | Student der Physik |
| Andreas Kaplan (* 1977)                                  | Universitätsprofessor und Rektor | Student der Betriebswirtschaftslehre |
| Walter Kasper (* 1933)                                   | Kurienkardinal | Student der katholischen Theologie und Philosophie |
| Michi Kern (* 1966)                                      | Gastronom | Student der Linguistik |
| Georg Kerschensteiner (1854–1932)                        | Pädagoge, Begründer der Arbeitsschule | Student der Mathematik |
| Wolfgang Ketterle (* 1957)                               | Physiker, Nobelpreis für Physik 2001 | Student der Physik |
| Ulrich Kienzle (1936–2020)                               | Journalist | Student der Politikwissenschaft, Germanistik und Kunstgeschichte |
| Barys Kit (1910–2018)                                    | Mathematiker, Physiker, Chemiker und Raketenwissenschaftler | Student der Medizin |
| Karl-Ludwig Kley (* 1951)                                | Vorsitzender der Geschäftsleitung der Merck KGaA | Student der Rechtswissenschaft |
| Karl-Heinz Knauber (* 1934)                              | Richter am Bundesgerichtshof | Promotion in Rechtswissenschaft |
| Sebastian Kneipp (1821–1897)                             | Begründer der Kneipp-Medizin | Student der katholischen Theologie |
| Nikolaus Knopp (1814–1865)                               | Geistlicher und Kirchenrechtler | Promotion in Rechtswissenschaft |
| Günther Koch (* 1941)                                    | Hörfunk- und TV-Reporter | Lehramtsstudent |
| Fritzi Köhler-Geib (* 1978)                              | Volkswirtin | Doktorandin der Volkswirtschaftslehre |
| Jürgen Kolbe (1940–2008)                                 | Germanist, Schriftsteller und Kommunalpolitiker | Student und Promovierender der Literaturwissenschaft |
| Adolph Kolping (1813–1865)                               | katholischer Priester, Begründer des Kolpingwerkes | Student der katholischen Theologie |
| Michael-A. Konitzer (* 1953)                             | Publizist und Fachmann für digitale Kommunikation | Student der Germanistik und Theaterwissenschaften |
| Hans Adolf Krebs (1900–1981)                             | Biochemiker, Nobelpreis für Physiologie oder Medizin 1953 | Student der Medizin |
| Georg Kronawitter (1928–2016)                            | Oberbürgermeister von München (1972–1978, 1984–1993) | Student der Wirtschaftswissenschaft, Pädagogik und Soziologie |
| Heinrich Adolf Krone (1925–2021)                         | Facharzt für Frauenheilkunde | Professor für Frauenheilkunde |
| Maike Kühl (* 1976)                                      | Kabarettistin und Schauspielerin | Studentin der Journalistik |
| Annette Kuhn (1934–2019)                                 | Professorin für Geschichtsdidaktik und Frauengeschichte an der Universität Bonn | Studentin der Geschichte |
| Fritz Kuhn (* 1955)                                      | Politiker | Student der Germanistik und Philosophie |
| Helmut Kuhn (1899–1991)                                  | Professor für amerikanische Kulturgeschichte und Philosophie | |
| Richard Kuhn (1900–1967)                                 | Chemiker, Nobelpreis für Chemie 1938 | Student der Chemie |
| Reinhard Kuhnert (* 1939)                                | Anglist, Rektor Pädagogische Hochschule Schwäbisch Gmünd 1978–1990 | Student der Anglistik bei Wolfgang Clemen |
| L                                                        | | |
| Willi Laatsch (1905–1997)                                | Bodenkundler und Forstwissenschaftler | Professor für Bodenkunde (1954–1971) |
| Katja Langenbucher (* 1968)                              | Rechtswissenschaftlerin | Studentin, Promotion, Habilitation |
| Max von Laue (1879–1960)                                 | Physiker, Nobelpreis für Physik 1914 | Privatdozent (1909–1919) |
| Reinhard Lauth (1919–2007)                               | Philosoph | Professor für Allgemeine Philosophie |
| Klaus Lazarowicz (1920–2013)                             | Theaterwissenschaftler | Professor |
| Karl Lehmann (1936–2018)                                 | Bischof von Mainz, Vorsitzender der Deutschen Bischofskonferenz (1987–2008) | Wissenschaftlicher Assistent (1964–1967) |
| Wilhelm zu Leiningen-Westerburg-Neuleiningen (1875–1956) | Forst- und Agrarwissenschaftler, Ordinarius in Wien | Student, Assistent, dann Privatdozent |
| Harald Lesch (* 1960)                                    | Physiker, Astronom und Fernsehmoderator | Professor für Theoretische Astrophysik (seit 1995) |
| Justus von Liebig (1803–1873)                            | Chemiker | Professor (1852–1873) |
| Josef Franz Lindner (* 1966)                             | Rechtswissenschaftler | Stud, Prom, Habil, PD, apl. Prof. |
| Theodor Lipps (1851–1914)                                | Philosoph und Psychologe; Hauptvertreter des Psychologismus | Professor (1894–1914) |
| Otto Loewi (1873–1961)                                   | Pharmakologe, Nobelpreis für Physiologie oder Medizin 1936 | Student der Medizin |
| Konrad Lorenz (1903–1989)                                | Zoologe, Nobelpreis für Physiologie oder Medizin 1973 | Honorarprofessor |
| Giovanni di Lorenzo (* 1959)                             | Journalist | Student der Kommunikationswissenschaft, Neuen Geschichte und Politikwissenschaft |
| Ludwig I. von Bayern (1786–1868)                         | König von Bayern | Student der Theologie |
| Ludwig III. von Bayern (1845–1921)                       | König von Bayern | Student der Philosophie, Rechtswissenschaft, Geschichte und Nationalökonomie |
| Feodor Lynen (1911–1979)                                 | Biochemiker, Nobelpreis für Physiologie oder Medizin 1964 | Student der Chemie; Professor (1947–1979) |
| M                                                        | | |
| Sebastian Mall (1766–1836)                               | Benediktinerpater, Theologe und Hochschullehrer | Professor der Theologie |
| Klaus Mangold (* 1943)                                   | Manager, Aufsichtsratsvorsitzender von Toll Collect (2002–2003) | Student der Rechtswissenschaft und Volkswirtschaft |
| Golo Mann (1909–1994)                                    | Historiker, Schriftsteller und Philosoph | Student der Philosophie und Geschichte |
| Rainer Marr (* 1942)                                     | Wirtschaftswissenschaftler | Student der Betriebswirtschaftslehre |
| Theodor Maunz (1901–1993)                                | Verwaltungsrechtler | Professor für Öffentliches Recht |
| Georg Ludwig von Maurer (1790–1872)                      | Rechtshistoriker | Professor für Deutsches Privatrecht, deutsche Reichs- und Rechtsgeschichte und französisches Recht |
| Konrad Maurer (1823–1902)                                | Rechtshistoriker | Professor für Deutsches Privatrecht und Deutsches Staatsrecht, später für nordische Rechtsgeschichte |
| Clemens Mayer (* 1985)                                   | Gedächtnisweltmeister 2005, 2006 | Student der Rechtswissenschaften |
| Ludwig Walrad Medicus (1771–1850)                        | Hochschullehrer für Forst- und Landwirtschaft | Professor für Land- und Forstwirtschaft nebst Technologie |
| Christian Meier (* 1929)                                 | Historiker | Professor für Alte Geschichte (1981–1997) |
| Paulus Melchers (1813–1895)                              | Theologe, Erzbischof von Köln (1866–1885) | Student der katholischen Theologie |
| Christoph Mendel von Steinfels († 1508)                  | Theologe, Bischof von Chiemsee (1502–1508) | Ab 1472 erster Rektor der Universität Ingolstadt |
| Beate Merk (* 1957)                                      | Bayerische Justizministerin (seit 2003) | Studentin der Rechtswissenschaft und Politikwissenschaft |
| Ludwig Merz (1817–1858)                                  | Geograph, Optiker und Publizist | Promotion, Habilitation, Privatdozent, Professor |
| Friedrich Merzbacher (1923–1982)                         | Rechtswissenschaftler und Historiker | Habilitand, Privat- und Diätendozent |
| Hartmut Michel (* 1948)                                  | Biochemiker, Nobelpreis für Chemie 1988 | Habilitand (1986) |
| Mariele Millowitsch (* 1955)                             | Schauspielerin | Studentin der Veterinärmedizin, Promotion 1991 |
| Bernhard Minetti (1905–1998)                             | Schauspieler | Student der Theaterwissenschaft |
| Alexander Mitscherlich (1908–1982)                       | Psychoanalytiker | Student der Geschichte, Philosophie und Kunstgeschichte |
| Michael Mittermeier (* 1966)                             | Kabarettist | Student der Amerikanistik |
| Walter Momper (* 1945)                                   | Regierender Bürgermeister von Berlin (1989–1991) | Student der Politikwissenschaft, Geschichte und Volkswirtschaft |
| Klaus Mörsdorf (1909–1989)                               | Kirchenrechtler und Theologe | Student der katholischen Theologie und Rechtswissenschaft; Professor |
| Giovanni Morelli (1816–1891)                             | Arzt und Kunsthistoriker | Student an der medizinischen Fakultät; Dozent für Anatomie |
| Peter Mussbach (* 1949)                                  | Regisseur | Student der Rechtswissenschaft, Soziologie und Medizin |
| Gerhard Ludwig Müller (* 1947)                           | Bischof von Regensburg (seit 2002) | Professor für Dogmatik |
| Marcus Joseph Müller (1809–1874),                        | Orientalist und Hochschullehrer | Professor für die nichtbiblische orientalische Literatur |
| Stefan Münz (* 1960)                                     | Informatiker | Student der Philosophie und Sprachwissenschaft |
| N                                                        | | |
| Sten Nadolny (* 1942)                                    | Schriftsteller | Student der Geschichte |
| Carl Wilhelm von Nägeli (1817–1891)                      | Botaniker | Professor für Allgemeine Botanik und Mikroskopie (1857–1889) |
| Henri Nannen (1913–1996)                                 | Verleger, Gründer des Stern | Student der Kunstgeschichte |
| Armin Nassehi (* 1960)                                   | Soziologe | Professor für Soziologie (seit 1998) |
| Till Nassif (* 1971)                                     | Journalist | Student der Kommunikationswissenschaft, Politologie und Soziologie |
| Michael Naumann (* 1941)                                 | Herausgeber der Wochenzeitung Die Zeit, Kulturstaatsminister (1998–2000) | Student der Politikwissenschaft, Geschichte und Philosophie |
| Kay Nehm (* 1941)                                        | Generalbundesanwalt (1994–2006) | Student der Rechtswissenschaft |
| Maria Neubrand (1955–2020)                               | Professorin für Neues Testament in Paderborn (2007–2020) | Studentin der Kath. Theologie (Diplom, Promotion) |
| Karl Neumeyer (1869–1941)                                | Rechtswissenschaftler | Professor und Dekan der Juristischen Fakultät (1931–1934) |
| Julian Nida-Rümelin (* 1954)                             | Philosoph, Kulturstaatsminister (2001–2002) | Student der Philosophie, Physik, Mathematik und Politikwissenschaft; Professor (seit 2004) |
| Engelbert Niebler (1921–2006)                            | Richter des Bundesverfassungsgerichts (1975–1987) | Lehrbeauftragter; Honorarprofessor für Bürgerliches Recht |
| Alois Niederalt (1911–2004)                              | Bundesratsminister (1962–1966) | Student der Rechtswissenschaft und Staatswissenschaft |
| Stefan Niggemeier (* 1969)                               | Journalist | Student der Journalistik |
| Wilhelm Niklas (1887–1957)                               | Bundeslandwirtschaftsminister (1949–1953) | Professor (1947–1955) |
| Thomas Nipperdey (1927–1992)                             | Historiker | Professor (1971–1992) |
| Fritz Nüßlein (1899–1984)                                | Jagd- und Forstwissenschaftler | Student der Forstwissenschaften |
| O                                                        | | |
| Johann Adam Oberndorfer (1792–1871)                      | Nationalökonom | ordentlichen Professor der Polizei- und Finanzwissenschaft, des Berg- und Forstrechts sowie der Forstpolizei |
| Carl Albert Oppel (1831–1865)                            | Paläontologe mit bedeutenden Beiträgen zur Erforschung der Jurazeit | Professor |
| Christoph Ohler (* 1967)                                 | Rechtswissenschaftler, Hochschullehrer und Verfassungsrichter | Habilitation |
| Helmut Ohnewald (1936–2018)                              | Justizminister von Baden-Württemberg | Studium der Rechte |
| P                                                        | | |
| Svante Pääbo (* 1955)                                    | Mediziner und Biologe, Nobelpreis für Physiologie oder Medizin 2022 | Professor für Allgemeine Biologie (1990–1997) |
| Josef Anselm Pangkofer (1804–1854)                       | Mundartdichter | Studium der Rechte, Promotion zum Dr. phil. |
| Helmut Panke (* 1946)                                    | Vorstandsvorsitzender von BMW (2002–2006) | Student der Physik |
| George Papanicolaou (1883–1962)                          | griechischer Arzt und Pathologe, Entwickler des Pap-Abstrichs | Student der Biologie |
| Hans-Jürgen Papier (* 1943)                              | Präsident des Bundesverfassungsgerichts (2002–2010) | Professor (1992) |
| Jürgen Partenheimer (* 1947)                             | Künstler | Student der Philosophie und Kunstgeschichte |
| Joseph Pascher (1893–1979)                               | Konzilstheologe | Professor (1946–1960); Rektor der Universität (1958–1959) |
| Wolfgang Pauli (1900–1958)                               | Physiker, Nobelpreis für Physik 1945 | Student der Physik |
| Manuela von Perfall (1952–2018)                          | Schriftstellerin | Studentin der Sozialpädagogik und Psychologie |
| Oskar Perron (1880–1975)                                 | Mathematiker | Student der Mathematik und Physik; Professor (1922–1951) |
| Max von Pettenkofer (1818–1901)                          | Chemiker | Student der Pharmazie und Medizin; Professor (1847–1893) |
| Franz Pfleger (1915–2007)                                | Jurist und Rechtsanwalt | Student der Rechtswissenschaft und Volkswirtschaft |
| Joseph Pfleger (1872–1964)                               | Rechtsanwalt und Politiker (BVP, Zentrum, CSU). | Student der Rechtswissenschaften und Staatswissenschaften |
| Michaela Pilters (* 1952)                                | Journalistin | Studentin der Katholischen Theologie und Germanistik |
| John Piper (* 1946)                                      | Theologe, Autor und Professor | Student der Theologie, Promotion |
| Max Planck (1858–1947)                                   | Physiker, Nobelpreis für Physik 1918 | Student der Physik, Privatdozent |
| Dietrich von Ploetz (1909–1944)                          | deutscher Jurist und Kommunalpolitiker | Student der Rechts- und Staatswissenschaften |
| Gerhard Polt (* 1942)                                    | Kabarettist | Student der Politikwissenschaft |
| Johannes Ponader (* 1977)                                | Theaterschauspieler und -regisseur | Student der Pädagogik und Theaterwissenschaft |
| Christoph Probst (1919–1943)                             | Widerstandskämpfer, Mitglied der Weißen Rose | Student der Medizin |
| Alexander Puschkin (1822–1878)                           | Stenograf | Studium neuer Sprachen |
| Q                                                        | | |
| R                                                        | | |
| Gustav Radbruch (1878–1949)                              | Rechtsphilosoph, Reichsjustizminister (1921–1922, 1923) | Student der Rechtswissenschaft |
| Karl Rahner (1904–1984)                                  | Katholischer Theologe | Professor |
| Veronika Rampold (* 1964)                                | Medizinerin, Buchautorin und Publizistin | Studentin der Medizin |
| Joseph Ratzinger (1927–2022)                             | Papst Benedikt XVI. (2005–2013) | Student der Philosophie und katholischen Theologie |
| Uwe Reimer (1948–2004)                                   | Schriftsteller | Student der Geschichte und Philosophie |
| Paul Reiner (1886–1932)                                  | Reformpädagoge | Student der Chemie, Mineralogie, Physik, Soziologie und Philosophie |
| Ernst Reuter (1889–1953)                                 | Regierender Bürgermeister von Berlin (1948–1953) | Student der Germanistik, Geschichte, Geographie und Volkswirtschaft |
| Wilhelm Heinrich Riehl (1823–1897)                       | Journalist, Novellist und Kulturhistoriker; wissenschaftlicher Begründer der Volkskunde | Professor für Kulturgeschichte und Statistik (1859) |
| Rainer Maria Rilke (1875–1926)                           | Lyriker | Student der Literatur, Kunstgeschichte und Philosophie |
| Dagmar Rinker (* 1965)                                   | Kunsthistorikerin mit dem Schwerpunkt Design | Magister an der Universität |
| Wilhelm Conrad Röntgen (1845–1923)                       | Physiker, Nobelpreis für Physik 1901 | Professor (1900–1920) |
| Walter Rollwagen (1909–1993)                             | Physiker, Präsident der Bayerischen Akademie der Wissenschaften (1977–1979) | Professor |
| Wilhelm Rosenkrantz (1821–1874)                          | Philosoph und Richter am Oberappellationsgericht München | Studium der Philosophie, der Rechte und der Naturwissenschaft und Promotion in Philosophie |
| Constanze Rossmann (* 1974)                              | Kommunikationswissenschaftlerin | Magister 2001, Promotion 2007, Habilitation 2014 |
| Herbert Roth (* 1951)                                    | Rechtswissenschaftler und Hochschullehrer, | Promotion und Habilitation |
| Michael Rothballer (* 1974)                              | Mikrobiologe und Schriftsteller | Promotion in Mikrobiologie |
| Franz Michael Rudhart (1830–1879)                        | Musikschriftsteller und bayerischer Bezirksamtmann | Studium der Rechtswissenschaft |
| Uwe Rust (1940–2012)                                     | Geograph | Professor (1980–2005) |
| S                                                        | | |
| Johann Michael Sailer (1751–1832)                        | Bischof von Regensburg (1829–1832) | Professor |
| Bert Sakmann (* 1942)                                    | Mediziner, Nobelpreis für Physiologie oder Medizin 1991 | Student der Medizin, wissenschaftlicher Assistent |
| Helmut Salecker (1921–1999)                              | Physiker | ab 1966 ordentlicher Professor für Theoretische Physik in München |
| Joachim von Sandersleben (* 1922)                        | Tiermediziner | ab 1970 ordentlicher Professor für Allgemeine Pathologie und Pathologische Anatomie in München |
| Ferdinand Sauerbruch (1875–1951)                         | Chirurg | Professor (1918–1928) |
| Friedrich Karl von Savigny (1779–1861)                   | Rechtsgelehrter, Begründer der Historischen Rechtsschule. | Professor |
| Reinhard Schaefer (* 1928)                               | Generalarzt des Heeres (1985–1988) | Student der Humanmedizin |
| Fritz Schäffer (1888–1967)                               | Bayerischer Ministerpräsident (1945), Bundesfinanzminister (1949–1957), Bundesjustizminister (1957–1961) | Student der Rechtswissenschaft und Staatswissenschaft |
| Rainer Schandry (* 1944)                                 | Professor für Biologische Psychologie und Forscher in Brain Research und der Prävention im Gesundheitswesen im Zusammenhang mit chronischen Krankheiten | Student der Physik und Biologischen Psychologie; Dozent |
| Peter Schegg (1815–1885)                                 | Geistlicher und Theologe | Student und Professor der Theologie, Rektor und Ehrendoktor der Universität |
| Max Scheler (1874–1928)                                  | Philosoph und Soziologe | Student der Medizin, Philosophie und Psychologie; Dozent |
| Maximilian Schell (1930–2014)                            | Schauspieler, Oscar als Bester Schauspieler 1961 | Student der Germanistik, Kunst- und Literaturgeschichte, Musik- und Theaterwissenschaft |
| Friedrich Wilhelm Joseph von Schelling (1775–1854)       | Philosoph | Professor (1806–1820, 1827–1841) |
| Otto Schily (* 1932)                                     | Bundesinnenminister (1998–2005) | Student der Rechtswissenschaft |
| Ariadne von Schirach (* 1978)                            | Buchautorin | Studentin der Philosophie, Psychologie und Soziologie |
| Helmut Schlesinger (1924–2024)                           | Präsident der Deutschen Bundesbank (1991–1993) | Student der Volkswirtschaft |
| Felix Schmeidler (1920–2008)                             | Astronom | Student der Astronomie, Mathematik, Physik und Meteorologie; außerordentlicher Professor für Astronomie |
| Johann Andreas Schmeller (1785–1852)                     | Germanist und bayerischer Sprachforscher | Professor der älteren deutschen Literatur (1828–1852) |
| Bernd Schmelzer (* 1965)                                 | Journalist, Kommentator | Student der Journalistik, Politikwissenschaften, Medienrecht |
| Günter Schmid (1937–2022)                                | Chemiker | Student der Chemie |
| Peter Schmidhuber (1931–2020)                            | CSU-Politiker und EG-Kommissar (1987–1995) | Student der Rechtswissenschaften und Wirtschaftswissenschaften |
| Albrecht Schmidt (* 1938)                                | Jurist und Bankmanager; HVB | Student der Rechtswissenschaften |
| Carl Schmitt (1888–1985)                                 | Staatsrechtler und Philosoph | Student der Rechtswissenschaft |
| Alexander Schmorell (1917–1943)                          | Widerstandskämpfer, Mitglied der Weißen Rose | Student der Medizin |
| Dierk Henning Schnitzler (* 1937)                        | Verwaltungsjurist, Polizist, Polizeipräsident (Wasserschutzpolizei NRW, Bonn) | Student der Rechtswissenschaften |
| Hans Scholl (1918–1943)                                  | Widerstandskämpfer, Gründer der Weißen Rose | Student der Medizin |
| Sophie Scholl (1921–1943)                                | Widerstandskämpferin, Mitglied der Weißen Rose | Studentin der Biologie und Philosophie |
| Rupert Scholz (* 1937)                                   | Bundesverteidigungsminister (1988–1989) | Student der Rechtswissenschaft und Volkswirtschaft; Professor (1978–2005) |
| Lorenz Schreiner (1920–2008)                             | HNO-Arzt, Heimatforscher und -pfleger | apl. Professor für HNO-Heilkunde und Chefarzt der HNO-Abteilung des Klinikums Pasings |
| Martin Schreiner                                         | Religionspädagoge | Lehramtsstudent 1978–1986 |
| Wolfgang Schröder (* 1941)                               | Forstwissenschaftler | Lehrbeauftragter und Universitätsdozent; Professor |
| Friedrich Werner Graf von der Schulenburg (1875–1944)    | Diplomat und NS-Gegner | Student der Rechtswissenschaft und Staatswissenschaft |
| Peter Schütt (1926–2010)                                 | Forstwissenschaftler | Professor für Forstbotanik und Forstpathologie (1970–1994) |
| Christian Schwarz-Schilling (* 1930)                     | Bundespostminister (1982–1992) | Student der ostasiatischen Kultur- und Sprachwissenschaften und der Geschichte |
| Nikolaus Schweickart (* 1943)                            | Vorstandsvorsitzender von Altana (1990–2006) | Student der Rechtswissenschaft und Staatswissenschaft |
| Wolfgang Schwenke (1921–2006)                            | Zoologe, Entomologe und Forstwissenschaftler | Professor für Angewandte Zoologie (1966–1987) |
| Ludwig Seidel (1821–1896)                                | Mathematiker, Optiker und Astronom | Student; Professor |
| Otto Seidl (1931–2022)                                   | Richter des Bundesverfassungsgerichts (1986–1998), Vizepräsident des BVerfG (1995–1998) | Student der Rechtswissenschaft |
| Rudolf Seitz (1934–2001)                                 | Kunstpädagoge, Präsident der Akademie der Bildenden Künste München (1982–1988) | Student der Philosophie, Pädagogik, Theologie und Psychologie; Professor (1974–1996) |
| Stefan Sethe (* 1951)                                    | Jurist und Politologe | Student der Rechtswissenschaft |
| Heinz Sielmann (1917–2006)                               | Verhaltensforscher und Tierfilmer | Honorarprofessor für Ökologie |
| Bruno Simma (* 1941)                                     | Richter am Internationalen Gerichtshof (seit 2003) | Professor für Völkerrecht |
| Hans-Werner Sinn (* 1948)                                | Ökonom, Präsident des ifo-Instituts (seit 1999) | Professor (seit 1984) |
| Kai Sitter (* 1987)                                      | Regisseur | Student der Filmwissenschaft, Theaterwissenschaft und Kunstgeschichte |
| Peter Sloterdijk (* 1947)                                | Kulturphilosoph | Student der Philosophie, Geschichte und Germanistik |
| Michael Soeder (1921–2008)                               | Arzt und Schriftsteller | Student der Medizin und Kulturwissenschaften |
| Arnold Sommerfeld (1868–1951)                            | Physiker | Professor für Theoretische Physik (1906–1935) |
| Kurt Sontheimer (1928–2005)                              | Politikwissenschaftler | Professor (1969–1993) |
| Julius Speer (1905–1984)                                 | Forstwissenschaftler | Student; Professor für Forstpolitik und forstliche Betriebswirtschaftslehre; Rektor der LMU (1960–1963) |
| Oswald Spengler (1880–1936)                              | Kulturphilosoph | Student der Naturwissenschaften und Mathematik |
| Carl Spitzweg (1808–1885)                                | Maler | Student der Pharmazie |
| Johannes Stark (1874–1957)                               | Physiker, Nobelpreis für Physik 1919 | Student der Physik, Mathematik, Chemie und Kristallographie |
| Hermann Staudinger (1881–1965)                           | Chemiker, Nobelpreis für Chemie 1953 | Student der Chemie |
| Klaus Stephan (1927–2002)                                | Fernsehmoderator (tagesthemen, Report München), Journalist, Autor | Student der deutschen Literatur, Anglistik, Zeitungs- sowie Theaterwissenschaft |
| Carl Sternheim (1878–1942)                               | Schriftsteller, Dramatiker | Student der Literaturgeschichte und Philosophie |
| Herbert Stettberger (* 1964)                             | Theologe, Germanist | Student des Gymnasiallehramtes; Dozent für Theologie |
| Ludwig Stiegler (* 1944)                                 | SPD-Politiker | Student der Rechtswissenschaft, Soziologie und Politikwissenschaft |
| Edmund Stoiber (* 1941)                                  | Bayerischer Ministerpräsident (1993–2007) | Student der Rechtswissenschaft |
| Christian Stoll (* 1960)                                 | Mund-, Kiefer- und Gesichtschirurg, Chefarzt und Hochschullehrer | Wissenschaftlicher Assistent |
| Marie Stopes (1880–1958)                                 | Schottische Botanikerin, Autorin und Frauenrechtsaktivistin | Doktorandin der Botanik |
| Günther Storck (1938–1993)                               | Katholischer Bischof | Student der Theologie; Doktorand und Assistent bei Leo Scheffczyk |
| Franz Josef Strauß (1915–1988)                           | Bundesminister (1953–1962, 1966–1969), Bayerischer Ministerpräsident (1978–1988) | Student der Altphilologie, Germanistik, Geschichte und Staatswissenschaft |
| Richard Strauss (1864–1949)                              | Komponist | Student der Philosophie und Ästhetik |
| Max Streibl (1932–1998)                                  | Bayerischer Ministerpräsident (1988–1993) | Student der Rechtswissenschaft und Volkswirtschaft |
| Tiny Stricker (* 1949)                                   | Schriftsteller | Student der Anglistik/Amerikanistik und Germanistik |
| Jürgen Strube (* 1939)                                   | Vorstandsvorsitzender von BASF (1990–2003) | Student der Rechtswissenschaft |
| Richard Suchenwirth (1896–1965)                          | Historiker | Professor für Geschichte 1942–1945 |
| Patrick Süskind (* 1949)                                 | Schriftsteller und Drehbuchautor | Student der Geschichte |
| Heinrich von Sybel (1817–1895)                           | Historiker, Begründer der modernen Geschichtswissenschaft | Professor (1856–1861) |
| T                                                        | | |
| Michael Talke (* 1965)                                   | Opern- und Theaterregisseur und Dramaturg | Student der Geschichte, Neuen Literatur und Theaterwissenschaft |
| Edward Teller (1908–2003)                                | Physiker, „Vater der Wasserstoffbombe“ | Student der Physik und Chemie |
| Friedrich Thiersch (1784–1860)                           | Philologe, „Praeceptor Bavariae“ | Professor (1826–1860) |
| Ludwig Thoma (1867–1921)                                 | Schriftsteller | Student der Rechtswissenschaft |
| Ernst Toller (1893–1939)                                 | Schriftsteller, Politiker und Revolutionär | Student der Rechtswissenschaft |
| Tim Trachte (* 1976)                                     | Regisseur | Student der Dramaturgie 1997–1999 |
| Roland Trescher (* 1965)                                 | Schauspieler, Dramatiker und Schauspiellehrer | Student der Psychologie, Pädagogik und Theaterwissenschaften |
| Carl von Tubeuf (1862–1941)                              | Forstwissenschaftler | Professor (1902–1933) |
| Franz Tuczek (1852–1925)                                 | Psychiater, Klinikdirektor und Hochschullehrer | Student, Promotion 1876 |
| U                                                        | | |
| Christian Ude (* 1947)                                   | Oberbürgermeister von München (1993–2014) | Student der Rechtswissenschaft |
| V                                                        | | |
| Rudolf Voderholzer (* 1959)                              | Bischof von Regensburg | Student der Philosophie und der katholischen Theologie |
| Bernhard Vogel (1932–2025)                               | Ministerpräsident von Rheinland-Pfalz (1976–1988) und Thüringen (1992–2003) | Student der Politikwissenschaft, Geschichte, Soziologie und Volkswirtschaft |
| Hans-Jochen Vogel (1926–2020)                            | Oberbürgermeister von München (1960–1972), Bundesminister (1972–1981) | Student der Rechtswissenschaft |
| Karl-Reinhard Volz (* 1947)                              | Forstwissenschaftler | Professor (1990–1994) |
| Andreas Voßkuhle (* 1963)                                | Präsident des Bundesverfassungsgerichts (seit 2008) | Student der Rechtswissenschaft; 1992 Promotion |
| Werner Vordtriede (1915–1985)                            | Emigrant, Literaturwissenschaftler und Schriftsteller | Professor (1962–1976) |
| W                                                        | | |
| Theodor Waigel (* 1939)                                  | Bundesfinanzminister (1988–1998) | Student der Rechtswissenschaft und Staatswissenschaft |
| Hermann Wanderscheck (1907–1971)                         | Redakteur und Referent im Reichsministerium für Volksaufklärung und Propaganda, Theaterkritiker und Dramatiker | Student der Zeitungswissenschaft und Dr. phil (1934) |
| Jürgen Warnke (1932–2013)                                | Bundesminister (1982–1991) | Student der Rechtswissenschaft und Volkswirtschaft |
| Max Weber (1864–1920)                                    | Jurist, Nationalökonom und Soziologe | Professor für Nationalökonomie (1919–1920) |
| Josef Wehrle (1947–2021)                                 | Alttestamentler und Hochschullehrer | 1992 bis 2013 Professor für alttestamentliche Einleitung, Exegese und biblisch-orientalische Sprachen an der Katholisch-Theologischen Fakultät                                                                           |
| Hubert Weiger (* 1947)                                   | Vorsitzender des Bund Naturschutz in Bayern und des BUND | Student der Forstwissenschaften |
| Philipp Weigl (* 1979)                                   | Komponist und Musikpädagoge | Lehrbeauftragter Institut für Musikpädagogik |
| Johann Baptist von Weißbrod (1778–1865)                  | Geburtshelfer | Professor der Geburtshilfe und der gerichtlichen Medizin |
| Johann Nepomuk von Wening-Ingenheim (1790–1831)          | Rechtswissenschaftler | Professor des Zivilrechts |
| Georg Westermayer (1836–1893)                            | Historiker, Dichter und römisch-katholischer Geistlicher | Student der Philosophie |
| Max Westermaier (1852–1903)                              | Erster Lehrstuhlinhaber der Botanik an der Universität Freiburg (Schweiz) | Student der Naturwissenschaften |
| Heinrich Wieland (1877–1957)                             | Chemiker, Nobelpreis für Chemie 1927 | Professor (1909–1917) |
| Wilhelm Wien (1864–1928)                                 | Physiker, Nobelpreis für Physik 1911 | Professor |
| Martin H. Wiggers (* 1963)                               | Diplom-Kaufmann, Wirtschaftswissenschaftler | Herausgeber, Autor und Kaufmann |
| Richard Willstätter (1872–1942)                          | Chemiker, Nobelpreis für Chemie 1915 | Student der Chemie; Professor (1902–1905) |
| Johann Winkler (1805–1863)                               | Schweizer Politiker, Regierungsmitglied und Stadtpräsident von Luzern | Student der Rechtswissenschaft |
| Joseph Winkler (1809–1886)                               | Theologe | Student Theologie |
| Martin Wirsing (* 1948)                                  | Informatiker | Professor und Vizepräsident |
| Notker Wolf (1940–2024)                                  | Abtprimas des Benediktinerordens | Student der Theologie und Philosophie |
| Manfred Wörner (1934–1994)                               | Bundesverteidigungsminister (1982–1988), NATO-Generalsekretär (1988–1994) | Student der Rechtswissenschaft |
| Fritz Wölcken (1903–1992)                                | Anglist | Professor seit 1958 und Dekan 1965/66 und 1969/70 |
| Kurt Wölcken (1904–1992)                                 | Geophysiker und Polarforscher | Student |
| Walther Wüst (1901–1993)                                 | Indologe, Präsident Forschungsgemeinschaft Deutsches Ahnenerbe | Professor, Rektor der Universität 1941 bis 1945 |
| X                                                        | | |
| Y                                                        | | |
| Z                                                        | | |
| Aleksandar Zankow (1879–1959)                            | Bulgarischer Politiker, Außenminister und Ministerpräsident (1923–1926) | Student der Volkswirtschaftslehre |
| Hans Zehetmair (1936–2022)                               | CSU-Politiker, Vorsitzender der Hanns-Seidel-Stiftung (seit 2004) | Student der Klassischen Philologie, Geschichte, Germanistik und Sozialkunde |
| Ludwig Zehetner (* 1939)                                 | Bayerischer Mundartforscher und Schriftsteller | Student des Gymnasiallehramtes (Deutsch und Englisch) |
| Jan Zehrfeld (* 1977)                                    | Gitarrist und Jazzmusiker | Lehrbeauftragter am Institut für Musikpädagogik |
| Friedrich Zimmermann (1925–2012)                         | Bundesinnenminister (1982–1989), Bundesverkehrsminister (1989–1991) | Student der Rechtswissenschaft und Volkswirtschaft |
| Karl Alfred von Zittel (1839–1904)                       | Paläontologe | Professor für Paläontologie und Geologie |
| Wolfram G. Zoller (* 1956)                               | Internist | Student der Humanmedizin; seit 1996 Professor für Innere Medizin |
| Georg Zundel (1931–2007)                                 | Physiker, Unternehmer und friedenspolitisch engagierter Philanthrop | Professor (1966–1996) |
| Elisabeth Zwick (1960–2019)                              | Theologin, Philosophin und Pädagogin | Studentin (Katholische Theologie), Promotion (Katholische Theologie), Promotion (Philosophie), Habilitation, apl. Professorin (ab 2010), Lehrstuhlvertretung Religionspädagogik (Katholisch-Theologische Fakultät)(2019) |